# Gildebaar

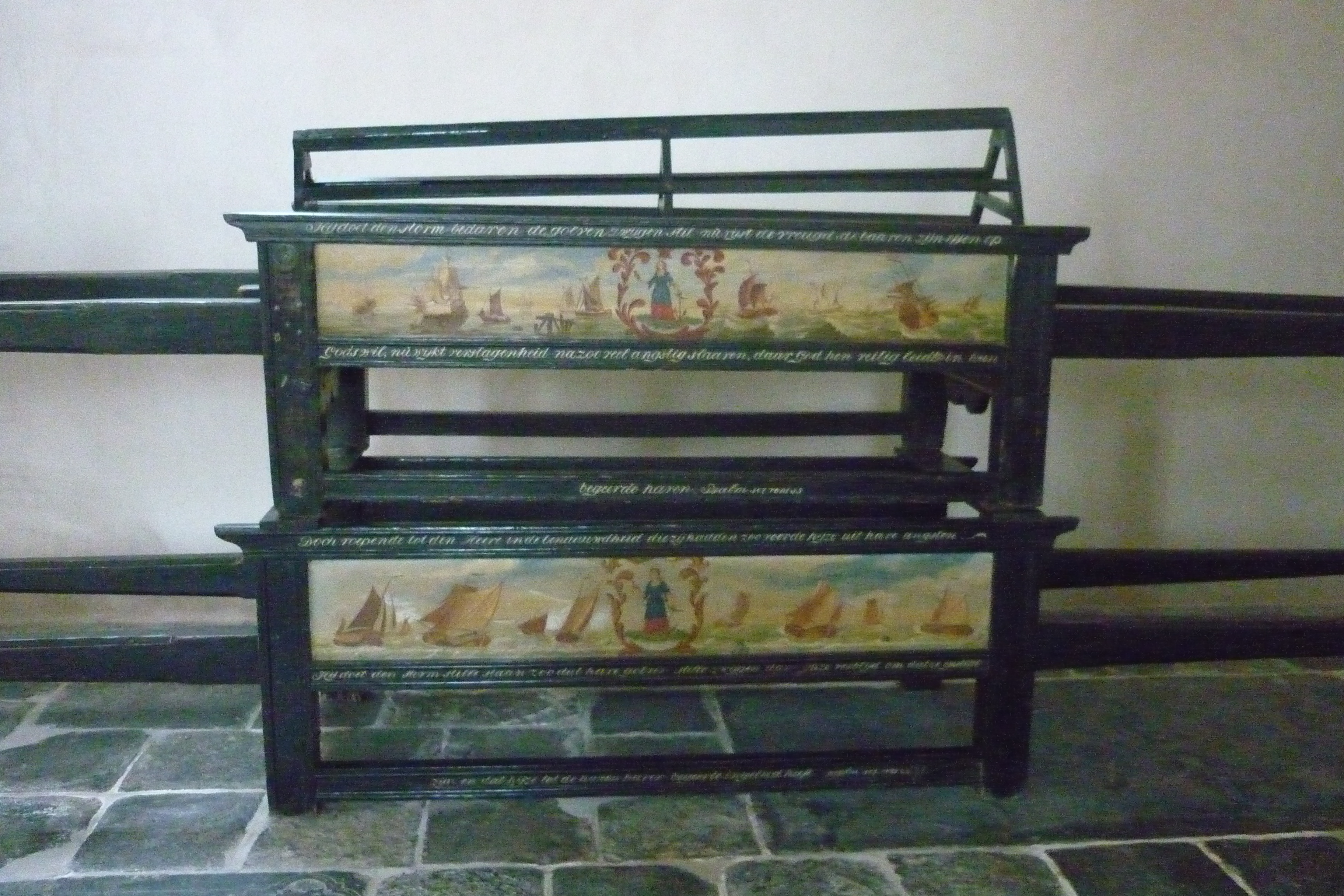
Baren van het Schippersgilde, 1805 en 1806

Een gildebaar is een type lijkbaar dat gebruikt werd voor het dragen van de doodskist van een gildelid. Leden van de gilden werden in de 17de, 18de eeuw en begin 19de eeuw op hun eigen gildebaar ten grave gedragen. Een gildebaar was beschilderd met motieven en teksten die betrekking hadden op de gilde.
In de Grote of Sint-Gertrudiskerk in Workum staan acht gildebaren. Het Fries Scheepvaart Museum in Sneek heeft ook een exemplaar.